# 2013 au Brésil
Chronologie du Brésil
- 2009
- 2010
- 2011
- 2012
- 2013
- 2014
- 2015
- 2016
- 2017

Cette page concerne des événements d'actualité qui se sont produits durant l'année 2013 au Brésil.

## Événements
- 27 janvier : 238 personnes périssent dans l'incendie du Kiss, boîte de nuit de la ville de Santa Maria, dans l'État de Rio Grande do Sul ;
- 19 juin : des manifestations pour le pouvoir d'achat et contre la corruption tournent à l'émeute.
- 23 juillet : début des journées mondiales de la jeunesse 2013 à Rio de Janeiro.

## Décès
- 13 janvier : Walmor Chagas, acteur né en 1930
- 22 janvier : Lídia Mattos, actrice née en 1924